# Шульгин, Дмитрий Иосифович
Дмитрий Иосифович Шульгин (1944—2017) — российский музыковед-теоретик, профессор Государственного музыкально-педагогического института имени М. М. Ипполитова-Иванова, кандидат искусствоведения.

## Биография
В 1966 году окончил Московское городское музыкальное училище имени М. М. Ипполитова-Иванова (специальность — теория музыки, класс Андрея Николаевича Мясоедова), в 1971 году — теоретико-композиторский факультет Московской консерватории (класс Юрия Николаевича Холопова). Дипломная работа: «Теоретические предпосылки и методика анализа музыки советских композиторов». В 1996 году окончил аспирантуру консерватории и защитил кандидатскую диссертацию: «Теоретические основы современной гармонии» (научный руководитель — Юрий Николаевич Холопов).
- 1965—1970 — преподаватель теоретических дисциплин в ДМШ г. Электросталь;
- 1971—1973 — преподаватель теоретических дисциплин в Калининском музыкальном училище;
- С 1973 — преподаватель предметов: «Классическая и современная гармония», «Анализ музыкальных произведений» и «Сольфеджио» на теоретическом и дирижёрско-хоровом отделениях Московского городского музыкального училища им. М. М. Ипполитова-Иванова;
- С 1991 — доцент кафедры «Музыковедение» на базе вечернего факультета по подготовке кадров с высшим образованием ВМУ им. М. М. Ипполитова-Иванова;
- С 1995 — преподаватель предметов: «Исторический и практический курсы мирового джаза», «Гармония классическая», «Гармония современная», «Сольфеджио современное» и «Теория современной композиции» в Государственном музыкально-педагогическом институте им. М. М. Ипполитова-Иванова;
- 1996 — защищена кандидатская диссертация[1] в МГК им. П. И. Чайковского: «Теоретические основы современной гармонии» (на основе учебника для высших и средних специальных учебных заведений, М., 1994);
- С 1996 — доцент кафедры «Музыковедение» ГМПИ им. М. М. Ипполитова-Иванова;
- 1997 — Министерством общего и профессионального образования РФ присвоено учёное звание «доцент»;
- С 1997 — профессор кафедры «Музыковедение и композиция» ГМПИ им. М. М. Ипполитова-Иванова;
- 2000 — Министерством образования РФ присвоено учёное звание «профессор»;
- С 2007 — профессор кафедры «Теория музыки» ГМПИ им. М. М. Ипполитова-Иванова[2].

Умер 11 декабря 2017 года

## Библиография

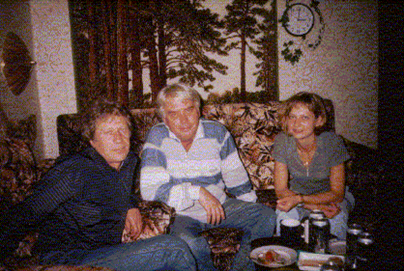
В. А. Екимовский, Д. И. Шульгин, Т. В. Шевченко